# Platyla peloponnesica
Platyla peloponnesica es una especie de molusco gasterópodo de la familia Aciculidae en el orden de los Mesogastropoda.

## Distribución geográfica
Es endémica de Grecia.  